# Şehzade Mehmed Abdülkerim
Şehzade Mehmed Abdülkerim Efendi (turco ottomano: شهزادہ محمد عبدالکریم, anche noto come Mehmed Abdülkerim Osmanoğlu; Istanbul, 26 giugno 1906 – New York, 3 agosto 1935) è stato un principe ottomano, figlio di Şehzade Mehmed Selim e nipote del sultano Abdülhamid II.

## Biografia

### Origini
Şehzade Mehmed Abdülkerim nacque il 26 giugno 1906 a Istanbul, nel Palazzo Yıldız. Suo padre era Şehzade Mehmed Selim, figlio maggiore del sultano ottomano Abdülhamid II dalla consorte Bedrifelek Kadın, e sua madre la quarta consorte Nilüfer Hanım. Aveva un fratellastro e una sorellastra paterni maggiori, Şehzade Mehmed, morto infante, e Emine Nemika Sultan. 
Studiò al Collegio di Galata, a Istanbul. 

### Esilio
Nel 1924 la dinastia ottomana venne esiliata. In quell'occasione, sua madre divorziò da suo padre e scelse di rimanere a Istanbul, dove si risposò.
Abdülkemir si stabilirì prima a Damasco, in Siria, e poi a Jounieh, in Libano.
Nel 1932 divenne un attivista del movimento per l'indipendenza degli Uiguri dello Xinjiang cinese, all'epoca noto come Turkestan orientale. Nel 1933 si recò in Giappone, a Tokyo, per ottenere supporto alla causa facendo da tramite fra il Giappone e i mussulmani d'Asia contro l'Unione Sovietica, ma senza successo. Tentò allora di organizzare i ribelli del Turkestan, ma anche qui fallì. Segnalato alle autorità, fuggì prima in India e poi negli Stati Uniti, dove ottiene asilo politico. 

### Morte
Şehzade Mehmed Abdülkerim fu ritrovato morto in una stanza d'albergo a New York il 3 agosto 1935, a ventinove anni. Le cause della morte rastano ignote. Venne sepolto nel cimitero Mount Olivet di New York. 

## Famiglia
Abdülkemir ebbe una sola consorte:
- Nimat Hanim. Nata a Beirut nel 1911, era di origini libanesi maronite. Si sposarono nel 1930 a Beirut. Per compiacere la famiglia del marito lei si convertì all'Islam, ma malgrado ciò il padre di Abdülkerim non diede il suo consenso all'unione, così la coppia si trasferì a Damasco, dove ebbero due figli. Negli ultimi anni, revocato parzialmente l'esilio della dinastia, si stabilì a Istanbul col figlio minore, dove morì il 4 agosto 1981. Ebbero due figli:
  - Şehzade Dündar Ali Osman Osmanoğlu (30 dicembre 1930 - 18 gennaio 2021). Sposato una volta, senza figli. 45° Capo della Casa Imperiale di Osman.
  - Şehzade Harun Osman Osmanoğlu (n.22 gennaio 1932). Sposato una volta, ha due figli e una figlia. 46° e attuale Capo della Casa Imperiale di Osman.